# Adam Boayar Benaisa
Adam Boayar Benaisa (Melilla, el 13 de octubre de 2005) es un futbolista hispano-marroquí que juega como delantero en el Elche Ilicitano C. F. de la Segunda Federación. Es internacional con la Selección de fútbol sub-20 de Marruecos.

## Trayectoria
Nacido en Melilla de padres marroquíes, Adam se formó en las categorías inferiores del Club de Fútbol Rusadir melillense, hasta enero de 2021, cuando firmó por el equipo juvenil del Elche CF. 
Antes de la temporada 2023-24, fue ascendido al Elche Ilicitano Club de Fútbol de la Tercera Federación e hizo su debut absoluto el 10 de septiembre de 2023 al comenzar en una victoria a domicilio por 2-0 sobre el CF Gandía.
El 29 de septiembre de 2023, Adam renovó su contrato con el Elche CF.
El 1 de noviembre de 2023, Adam hizo su debut en el primer equipo del Elche CF en un encuentro de la Copa del Rey frente al CE Europa que acabaría con victoria por dos goles a cero. Tres días después, hizo su debut en la Segunda División de España, sustituyendo a Mourad en el empate 1-1 contra el Albacete Balompié.
Durante la temporada 2023-24, disputaría un total de 8 partidos en liga en los que anota un gol (en la jornada 40 de liga frente al CD Mirandés), y dos encuentros de Copa del Rey.

### Selección nacional
En 2024, disputa 3 partidos amistosos con la Selección de fútbol sub-20 de Marruecos.

## Clubes
Actualizado al último partido disputado el 04 de septiembre de 2024.
| Club                           | País   | Año       | Partidos | Goles |
| ------------------------------ | ------ | --------- | -------- | ----- |
| Elche Ilicitano Club de Fútbol | España | 2023-act. | 16       | 6     |
| Elche CF                       | España | 2024-act. | 9        | 1     |